# Lincoln (filme)
Lincoln é um filme de drama-épico e histórico norte-americano de 2012, dirigido por Steven Spielberg e estrelado por Daniel Day-Lewis como o presidente dos Estados Unidos, Abraham Lincoln, e Sally Field como Mary Todd Lincoln.
O roteiro de Tony Kushner foi baseado, em parte, na biografia de Doris Kearns Goodwin, Team of Rivals: The Political Genius of Abraham Lincoln, e aborda os quatro últimos meses de vida de Lincoln, focando-se nos esforços do presidente em janeiro de 1866 para ter a Décima Terceira Emenda à Constituição dos Estados Unidos na Câmara dos Representantes dos Estados Unidos.
O filme foi produzido por Spielberg e sua colaboradora frequente Kathleen Kennedy. As filmagens começaram em 17 de outubro de 2011 e terminaram em 19 de dezembro de 2011. Lincoln estreou em 8 de outubro de 2012, no Festival de Cinema de Nova Iorque. O filme foi co-produzido pela DreamWorks Pictures e Participant Media e lançado nos cinemas em 9 de novembro de 2012, em cidades selecionadas, e amplamente divulgado em 16 de novembro de 2012 nos Estados Unidos pela distribuidora Touchstone Pictures da Disney. O filme foi lançado no Reino Unido em 25 de janeiro de 2013, com distribuição em territórios internacionais, incluindo o Reino Unido, pela 20th Century Fox.
Lincoln recebeu aclamação da crítica generalizada com grande louvor dirigido ao desempenho de Day-Lewis. Em dezembro de 2012, o filme foi indicado para sete Globos de Ouro, incluindo Melhor Filme - Drama, Melhor Diretor para Spielberg e vencedor de Melhor Ator (Filme - Drama) para Day-Lewis. No Oscar 2013, o filme foi nomeado para doze prêmios da Academia, incluindo Melhor Filme, ganhou o prêmio de Melhor Direção de Arte e Melhor Ator para Day-Lewis. O filme também foi um sucesso comercial, tendo arrecadado mais de $275 milhões em bilheteria.

## Enredo
Lincoln relata os esforços do presidente Abraham Lincoln, em janeiro de 1865, para aprovar na Câmara dos Deputados dos Estados Unidos uma emenda à Constituição dos Estados Unidos que irá abolir formalmente a escravidão no país. Na esperança que a Guerra Civil termine dentro de um mês mas preocupado que sua Proclamação de Emancipação de 1863 possa ser descartada pelos tribunais após a guerra devido à reintegração dos estados escravagistas, Lincoln sente que é imperativo aprovar a emenda até o final de janeiro, eliminando, assim, qualquer possibilidade de os escravos que já foram libertados possam ser re-escravizados. Os republicanos radicais temem que a alteração apenas seja derrotada por alguns que queiram atrasar a sua aprovação, o apoio à emenda pelos republicanos nos estados de fronteira não está ainda assegurado, dado que eles priorizam a questão do fim da guerra. Mesmo se todos eles forem finalmente trazidos a bordo, a emenda ainda vai exigir o apoio de vários democratas congressistas para que venha a passar. Com dezenas de democratas em vias de abandonarem os seus cargos e serem substituídos por outros congressistas, depois de perder as suas campanhas de reeleição em outono de 1864, alguns dos assessores de Lincoln acreditam que ele deve esperar até que o novo Congresso tenha maioria clara de republicanos, tornando mais fácil a aprovação da emenda. Lincoln, no entanto, permanece inflexível sobre antecipar a aprovação da emenda e quer a questão da escravidão resolvida antes da guerra ficar concluída e os Estados do sul sejam reintegrados na União.
As esperanças de Lincoln para a aprovação da emenda contam com o apoio do fundador do Partido Republicano Francis Preston Blair, o único cuja influência pode garantir que todos os membros da fronteira ocidental e estado facção conservadora republicana apoiarão a emenda. Com a vitória da União na Guerra Civil parecendo altamente provável e muito esperada, apesar de não totalmente consumada, Blair está ansioso para acabar com as hostilidades logo que possível. Portanto, em troca de seu apoio, Blair insiste que Lincoln permita que ele imediatamente envolva o governo confederado nas negociações de paz. Esta é uma complicação para os esforços de Lincoln uma vez que ele sabe que uma parte significativa do apoio que tem recebido para a alteração é da facção radical republicana, para a qual uma paz negociada, que deixa intacta a escravidão é um anátema. Mesmo parecendo haver uma possibilidade realista de acabar com a guerra, e mesmo sem garantir o fim da escravidão, precisava do apoio da ala mais conservadora. No entanto, sendo incapaz de prosseguir sem o apoio de Blair, Lincoln autoriza, relutantemente, a missão de Blair.
Nesse meio tempo, Lincoln e o Secretário de Estado William Seward trabalham para assegurar os votos necessários dos democratas para a emenda. Lincoln sugere que eles se concentram sobre os democratas que estão de saída do congresso, uma vez que já perderam a reeleição e, assim, se sentiram livres para votar como quiserem, em vez de ter que se preocupar sobre como o seu voto irá afetar uma campanha de sua futura reeleição. Sendo que estes também em breve estarão em busca de emprego e Lincoln terá muitos empregos federais para preencher quando ele começar seu segundo mandato, ele vê isso como uma ferramenta que pode usar a seu favor. No entanto, Lincoln e Seward não estão dispostos a oferecer subornos aos democratas, autorizando agentes a contactar os congressistas democratas com ofertas de empregos federais em troca de seu voto a favor da emenda.
A alteração é levado ao plenário da Câmara dos Deputados e até o mês de janeiro, há um debate polêmico, principalmente entre o Republicano Radical Thaddeus Stevens e democratas Copperhead, como George H. Pendleton e Fernando Wood. O apoio incondicional de Stevens para a igualdade racial completa fornece outra complicação com relação aos esforços de Lincoln para aprovar a emenda. Lincoln está ciente de que a tolerância para a ideia de abolir a escravidão excede em muito o apoio para a ideia de igualdade racial completa. Se a emenda passa a ser vista como o primeiro passo na tentativa de conseguir a igualdade completa das raças branca e negra, não há nenhuma chance de que vai passar. Pendleton e Wood têm feito o mesmo cálculo e esperança para derrotar a emenda por ficar Stevens a declarar durante o debate a sua intenção de promover a só igualdade racial. Como o produto meses, Lincoln deve, simultaneamente, supervisionar os esforços para garantir os votos democratas, esforços monitor a paz de Blair, incluindo a tentativa de atrasar a apresentação a ele de qualquer oferta formal de paz da Confederação, e tentar convencer Stevens para temperar suas declarações defendendo racial igualdade durante o debate. Durante este mesmo tempo, Lincoln deve lidar com conflitos familiares, dividido entre a determinação de seu filho Robert para se alistar no exército e sua das objeções de sua esposa é altamente emocionais a tais planos.
Com enviados confederados pronto para se encontrar com Lincoln, ele os instrui a ficarem fora de Washington, que a emenda se aproxima a votação no plenário da Câmara. No momento da verdade, Stevens decide moderar suas declarações sobre a igualdade racial ajudar nas chances da emenda de passagem. Um boato circula que há representantes da Confederação em Washington pronto para discutir a paz, levando democratas e republicanos conservadores a defender o adiamento da votação sobre a emenda. Lincoln nega explicitamente que os enviados estão em tais ou será na cidade - tecnicamente uma afirmação verdadeira, uma vez que ele havia ordenado que eles sejam mantidos longe - e os rendimentos voto, por pouco que passa com os democratas apenas o suficiente votado a favor dele. Quando Lincoln posteriormente se reúne com os confederados, ele anula a ideia de serem capazes de se juntar à União a tempo de evitar a alteração de entrar em vigor.
Após a aprovação da emenda, a narrativa do filme desloca para a frente de dois meses, retratando visita de Lincoln para o campo de batalha em Petersburg, Virgínia, onde ele troca algumas palavras com o general Grant. Pouco tempo depois, Grant recebe a rendição do General Lee no tribunal Appomattox.
Na noite de 14 de abril de 1865, Lincoln está em uma reunião de fim de noite com seu gabinete, discutir possíveis medidas futuras para emancipar os negros, quando ele se lembra de que a Sra. Lincoln está esperando para levá-los para a sua noite no Teatro Ford.
Na manhã seguinte, depois que Lincoln é baleado, seu médico anuncia sua morte. O filme termina com um flashback do presidente entregando seu segundo discurso de posse.

## Elenco
Família de Lincoln
- Daniel Day-Lewis como Presidente Abraham Lincoln[8]

A produtora Kathleen Kennedy descreveu o desempenho de Day-Lewis como "notável", depois de 75% das filmagens serem concluídas, e disse: "Todos os dias você tem arrepios em pensar que Lincoln está sentado lá bem em sua frente". Kennedy descreveu a imersão no papel de Day-Lewis de Método de Interpretação para o Ator: "Ele é muito profundamente investido e imerso durante todo o dia quando ele está no personagem, mas ele é muito acessível no final do dia, uma vez que ele pode sair dele e não sentir que - quero dizer, ele deu grandes cenas com grandes quantidades de diálogo e que ele precisa para ficar no personagem, é um filme muito, muito voltado para o desempenho". Sua performance como Abraham Lincoln lhe valeu seu terceiro Oscar de melhor ator.
- Sally Field como Primeira-dama Mary Todd Lincoln[10]

Field foi anunciada pela primeira vez para se juntar ao elenco no início de setembro de 2007, mas juntou-se oficialmente ao elenco em abril de 2011. Saild disse: "Ter a oportunidade de trabalhar com Steven Spielberg e Daniel Day-Lewis e interpretar uma das mulheres mais complicadas e coloridas da história americana é simplesmente tão bom quanto ele fica". Spielberg disse, "ela sempre foi minha primeira escolha para retratar toda a fragilidade e complexidade que era Mary Todd Lincoln". Sua performance como Mary Todd Lincoln lhe rendeu uma indicação para o Oscar de melhor atriz coadjuvante.
- Gloria Reuben[13] como Elizabeth Keckley

Keckley era uma ex-escrava que se tornou costureira e confidente de Mary Todd Lincoln.
- Joseph Gordon-Levitt como Robert Todd Lincoln[14]

Robert Lincoln havia deixado recentemente seus estudos na Harvard Law School e foi recentemente nomeado um capitão do Exército da União e assistente pessoal do general Grant. Ele voltou para a Casa Branca em 14 de abril de 1865 para visitar sua família. Seu pai foi assassinado naquela noite.
- Gulliver McGrath como Tad Lincoln[16]
- Stephen Henderson como William Slade, criado de Lincoln[17]
- Elizabeth Marvel como Sra. Jolly[17]

Casa Branca
- David Strathairn como Secretário de Estado William H. Seward[18]
- Bruce McGill como Secretário de Guerra Edwin M. Stanton[19]
- Joseph Cross como Prefeito John Hay, secretário militar de Lincoln
- Jeremy Strong como John George Nicolay, secretário privado de Lincoln[17][20]
- Grainger Hines como Secretário da Marinha Gideon Welles[21]
- Richard Topol como Procurador-geral James Speed[17]
- Dakin Matthews como Secretário do Interior John Palmer Usher[17][20]
- Walt Smith como Secretário do Tesouro William P. Fessenden[21]
- James Ike Eichling como Diretor-geral dos Correios William Dennison[21]

Câmara dos Representantes
- Tommy Lee Jones como congressista republicano Thaddeus Stevens da Pensilvânia.[14]

Líder do Radical Republican e um abolicionista fervoroso, Stevens temia que Lincoln iria "virar as costas para a emancipação." Desempenho de Jones como Stevens valeu-lhe uma nomeação para o Oscar de melhor ator coadjuvante.
- Lee Pace como congressista democrata e orador ardente Fernando Wood de Nova Iorque
- Peter McRobbie como congressista democrata George H. Pendleton of Ohio, leader of the Democratic opposition
- Bill Raymond como Presidente da Câmara dos Representantes Schuyler Colfax de Indiana, um republicano
- David Costabile como congressista republicano James Ashley de Ohio[20]
- Stephen Spinella como congressista do Radical Republican Asa Vintner Litton[17]
- Michael Stuhlbarg como congressista democrata George Yeaman de Kentucky[17]
- Boris McGiver como congressista democrata Alexander Coffroth da Pensilvânia[20]
- Walton Goggins como congressista democrata Clay Hawkins de Ohio.[22] Um personagem composto com base nos 16 democratas que romperam com o seu partido para lançar decisivos votos a favor da Décima Terceira Emenda à Constituição dos Estados Unidos, que aboliu a escravidão.[23]
- David Warshofsky como congressista William Hutton, cujo irmão morreu na guerra[20]
- Michael Stanton Kennedy como congressista republicano Hiram Price de Iowa
- Christopher Evan Welch como Escriturário da Casa Edward McPherson

Partido Republicano
- Hal Holbrook como Francis Preston Blair[20]

Blair era um político republicano influente que tentou organizar um acordo de paz entre a União e a Confederação. Holbrook já havia retratado Lincoln na minissérie de 1976 Carl Sandburg's Lincoln e na minissérie da década de 1980 North and South.
- James Spader como Operador do Partido Republicano William N. Bilbo

Bilbo tinha sido preso, mas foi libertado por Lincoln, e depois fez lobby para a aprovação da Décima Terceira Emenda.
- Tim Blake Nelson[25] como lobista Richard Schell. (Schell era um lobista Democrata, que trabalhou com os republicanos para obter votos na Câmara para aprovação da Décima Terceira Emenda à Constituição dos Estados Unidos.)
- John Hawkes como Operador Republicano[20] Colonel Robert Latham
- Byron Jennings[20] como republicano conservador Montgomery Blair, filho de Francis Preston Blair[17]
- Julie White como Elizabeth Blair Lee: Lee era a filha de Francis Preston Blair, e escreveu centenas de cartas que documentam eventos durante a Guerra Civil[17]
- S. Epatha Merkerson como Lydia Smith: Smith era governanta biracial de Thaddeus Stevens.[17]
- Wayne Duvall como Senador do Radical Republican Benjamin "Bluff Ben" Wade
- John Hutton como Senador Charles Sumner[21]

Estados Confederados
- Jackie Earle Haley como Vice-presidente dos Estados Confederados Alexander H. Stephens[26]

Stephens tinha servido com Lincoln no Congresso 1847-1849. Ele reuniu-se com Abraham Lincoln no barco a vapor River Queen no mal sucedido Hampton Roads Conference em 3 de fevereiro de 1865
- Gregory Itzin como John Archibald Campbell[17]

Campbell era um ex-juiz da Suprema Corte que se demitiu no início da guerra e, em seguida, atuou como Secretário Adjunto da Guerra no governo confederado. Ele também foi membro da delegação da Confederação que se encontrou com Lincoln na Hampton Roads Conference.
- Michael Shiflett como o terceiro delegado confederado para Hampton Roads, o presidente do Senado Robert M. T. Hunter
- Christopher Boyer (papel sem fala), como Robert E. Lee

Exército da União
- Jared Harris como Tenente-General Ulysses S. Grant[17]
- Colman Domingo como Soldado-raso Harold Green[17]
- David Oyelowo como Ira Clark[27]
- Lukas Haas como Primeiro Soldado Branco[17]
- Dane DeHaan como Segundo Soldado Branco[17]
- Adam Driver como Samuel Beckwith, o operador de telégrafo de Lincoln, historicamente operador de Grant[17]

## Produção

### Desenvolvimento
Enquanto consultou com Steven Spielberg do projeto, em 1999, Goodwin dirigiu um curta-documentário, intitulado The Unfinished Journey, para as celebrações da véspera de Ano Novo de 1999. Foi uma montagem sobre o século XX e exibido perto do Lincoln Memorial. Doris Kearns Goodwin consultado sobre o projeto. Durante uma reunião, Spielberg disse que estava planejando escrever Team of Rivals, e Spielberg imediatamente lhe disse que queria os direitos do filme. DreamWorks finalizado o negócio em 2001, e até o final do ano, John Logan assinou contrato para escrever o roteiro. Sua proposta era focar na amizade de Lincoln com Frederick Douglass. Dramaturgo Paul Webb foi contratado para reescrever e filmagens previstas para começar em janeiro de 2006, mas Spielberg atrasou para fora pela insatisfação com o script. Neeson mencionou que projeto de Webb cobriria a totalidade do mandato de Lincoln como presidente.

### Elenco
Liam Neeson foi escalado como Lincoln em janeiro de 2005, tendo anteriormente trabalhado com Spielberg em Schindler's List. Em preparação para o papel, Neeson estudou Lincoln extensivamente. No entanto, em julho de 2010, Neeson deixou o projeto, dizendo que ele tinha ficado muito velho para o papel. Neeson tinha no momento 58 anos, e Lincoln, durante o período de tempo descrito, entre 55 e 56. Co-estrela Sally Field, em entrevista a PBS em 2012, insinuou que a decisão de Neeson foi influenciado pela perda de sua mulher Natasha Richardson menos de um ano antes. Em novembro de 2010, foi anunciado que Day-Lewis substituiria Neeson no papel.
Tony Kushner substituí Webb. Kushner considera Lincoln "o maior líder democrático do mundo" e encontrou a redação assustadora porque "eu não tenho nenhuma ideia [o que o fez grande], eu não entendo o que ele fez mais do que eu entendo como William Shakespeare escreveu Hamlet ou Mozart escreveu Così fan tutte". Ele entregou o seu primeiro projeto tarde e sentiu a enorme quantidade escrita sobre Lincoln o não fez querer ajudar. Kushner disse que os ideais abolicionistas de Lincoln o fizeram apelar para um escritor judeu, e embora sentisse Lincoln foi cristão, ele observou que o presidente raramente citou o Novo Testamento e que seu "pensamento e sua deliberação ética parecem muito talmúdica". No final de 2008, Kushner brincou ele estava em seu "967.000º livro sobre Abraham Lincoln". Inicial rascunho de 500 páginas de Kushner focada em quatro meses da vida de Lincoln, e em fevereiro de 2009, ele tinha reescrito para se concentrar em dois meses na vida de Lincoln quando ele estava preocupado com a adoção da Décima Terceira Emenda.

### Filmagem
Enquanto promovia Indiana Jones and the Kingdom of the Crystal Skull em maio de 2008 Spielberg anunciou sua intenção de começar a filmar no início de 2009, para lançamento em novembro, 10 meses após o 200º aniversário do nascimento de Lincoln. Em janeiro de 2009, Taunton, Massachusetts e Dighton, Massachusetts estavam sendo observadas como locais potenciais. Spielberg arranjou um orçamento de $50 milhões para o filme, para agradar o CEO da Paramount Pictures Brad Grey, que já havia adiado o projeto devido a preocupações de que era muito semelhante ao fracasso comercial Amistad (1997). Spielberg queria a Touchstone Pictures – a qual concordou em distribuir todos os seus filmes a partir de 2010 – para distribuir o filme, mas ele foi incapaz de ter recursos para pagar Paramount, que havia colaborado com a DreamWorks sobre o desenvolvimento do filme.
As filmagens ocorreram em Petersburg, Virgínia. De acordo com a gerente de locação Colleen Gibbons, "uma coisa que atraiu os cineastas para a cidade era a vista de 180 graus de estruturas históricas", que é "muito raro" Lincoln visitou Petersburg no dia 3 de abril de 1865, o dia depois que caiu para o Exército da União. Cenas também foram filmadas em Fredericksburg, Virgínia, de Virginia Repertory Theatre November Theatre que representou Grovers Theatre e no Virginia State Capitol em Richmond, Virginia, que serviu como o Capitólio da Confederação durante a Guerra Civil. Abraham Lincoln visitou o prédio no dia 4 de abril de 1865, depois de Richmond cair para o Exército da União.
Em 4 de setembro de 2012 DreamWorks e Google Play anunciaram na página do filme no Facebook que eles iriam liberar o trailer do filme durante um ponto de encontro Google+ com Steven Spielberg e Joseph Gordon-Levitt em 13 de setembro de 2012 às 7pm Horário do Leste da América do Norte/4pm Tempo do Pacífico. Então, em 10 de setembro 2012, um teaser para o trailer foi lançado.

### Música
A trilha sonora de Lincoln foi lançada pela Sony Classical em 6 de novembro de 2012 nos Estados Unidos e foi gravado pela Orquestra Sinfônica de Chicago e da Chicago Symphony Chorus.
| N.º | Título                                     | Duração |  |
| 1.  | "The People’s House"                       | 3:43    |  |
| 2.  | "The Purpose of the Amendment"             | 3:07    |  |
| 3.  | "Getting Out the Vote"                     | 2:49    |  |
| 4.  | "The American Process"                     | 3:57    |  |
| 5.  | "The Blue and Grey"                        | 3:00    |  |
| 6.  | "With Malice Toward None"                  | 1:51    |  |
| 7.  | "Call to Muster and Battle Cry of Freedom" |         |  |
| 8.  | Sem título                                 | 4:43    |  |
| 9.  | "Father and Son"                           | 1:42    |  |
| 10. | "The Race to the House"                    | 2:42    |  |
| 11. | "Equality Under the Law"                   | 3:12    |  |
| 12. | "Freedom's Call"                           | 6:08    |  |
| 13. | "Elegy"                                    | 2:35    |  |
| 14. | "Remembering Willie"                       | 1:51    |  |
| 15. | "Appomattox, April 9, 1865"                | 2:38    |  |
| 16. | "The Peterson House and Finale"            | 11:00   |  |
| 17. | "With Malice Toward None (Piano Solo)"     | 1:31    |  |

## Lançamento

### Marketing
Vários livros de companhia e literatura auxiliares foram liberados em antecipação ao filme, incluindo A President for the Ages, Lincoln: A Cinematic and Historical Companion, Harold Holzer's How Abraham Lincoln Ended Slavery in America e Lincoln: A Spielberg Film – Discover the Story de Disney Publishing.

### Home media
Lincoln foi lançado em Blu-ray, DVD, e digital download na América do Norte em 26 de março de 2013 pela Touchstone Home Entertainment. O filme estreou em 1º lugar em vendas de Blu-ray e DVD em sua primeira semana de lançamento.
Disney Educational Productions doou cópias de DVD do filme e um guia pedagógico intitulado Stand Tall: Live Like Lincoln a mais de 37.100 escolas secundárias nos Estados Unidos, depois de Spielberg recebeu cartas de educadores pedindo para incorporar o filme em seu currículo.

## Recepção

### Bilheteria
Lincoln ganhou $182,207,973 na América do Norte em 2,293 cinemas e $93,085,477 no exterior para um total de $275,293,450, bem superior a seu orçamento de $65 milhões. O filme teve uma abertura limitada em 11 cinemas com $944,308 e uma média de $85,846 por cinema. Foi inaugurado em #15, tornando-se a maior abertura de um filme com um lançamento tão limitado. O filme estreou em 1.175 cinemas com $21,049,406 e uma média de $11,859 por cinema. Devido ao sucesso generalizado de Lincoln, a Disney produziu cópias adicionais do filme para acomodar a demanda de cinema.

### Resposta da crítica
Lincoln recebeu aclamação da crítica mundial. O filme possui atualmente um índice de aprovação de 90% no Rotten Tomatoes, com base em 242 revisões com uma avaliação média de 8/10. Em Metacritic, que atribui uma classificação normalizada de 100 com base em comentários de críticos, o filme tem uma pontuação de 86 (de 100), com base em 44 comentários, indicando "aclamação universal", tornando-o mais votado filme de Spielberg no local desde O Resgate do Soldado Ryan.
Roger Ebert do Chicago Sun-Times deu ao filme 4 de 4 estrelas e disse: "A principal característica do homem, realizado tão poderosamente por Daniel Day-Lewis em Lincoln, é calmo autoconfiança, paciência e uma vontade de fazer política de uma forma realista". Glenn Kenny do MSN Movies deu  5 de 5 estrelas afirmando: "É o filme mais notável de Steven Spielberg fez em um bom roteiro, e uma das coisas que torna notável é a forma como ele cumpre essas expectativas por ignorar simultaneamente e transcendê-las."
Colin Covert da Star Tribune escreveu, "Lincoln é um daqueles projetos raros em que um grande diretor, um grande ator e um grande escritor amplificam uma presença uns dos outros. A equipe de Steven Spielberg, Daniel Day-Lewis e Tony Kushner trouxe à luz uma parte triunfante do jornalismo histórico, um trabalho profundo de arte popular e uma rica análise de uma de nossas épocas mais sombrias". Ele foi elogiado por Charlie McCollum da San Jose Mercury News como "um dos melhores dramas históricos já cometidos para filmar." Apesar das críticas em sua maioria positivas, Rex Reed de The New York Observer declarou: "Em tudo, há muito material, muito pouca revelação e quase nada de talento cinematográfico confiável de Spielberg". No entanto, as opiniões foram unânimes nos elogios do desempenho de Day-Lewis como Abraham Lincoln. A. O. Scott de The New York Times, afirmou que o filme "é finalmente um filme sobre como é difícil e caro foi para os Estados Unidos a reconhecer a humanidade plena e igualitária da população negra" e concluiu que o filme era "uma obra-prima democrática áspera e nobre".
Scott também afirmou que a preocupação de Lincoln sobre a instabilidade emocional de sua esposa e "as tensões de uma presidência em tempo de guerra... produziu um retrato que é íntimo, mas também decoroso, elaborado com sensibilidade e visão extraordinária e focada, sobretudo, no caráter de Lincoln como um político. Isto é, em outras palavras, menos um filme biográfico de um thriller político, uma lição de civismo que é energeticamente encenado e viva com energia moral".
Crítico de cinema libanês Anis Tabet deu ao filme uma revisão positiva, dando-lhe uma classificação de 3,5/4.
Conforme relatado no jornal Maariv, em 3 de fevereiro de 2013, Primeiro-ministro israelense Netanyahu e seus ministros discutiram o filme de Spielberg, que vários deles viram nos cinemas israelenses. Eles debateram se o fim de abolir a escravidão justificou os meios utilizados por Lincoln, e também comparou situação de Lincoln com a sua própria situação complicada no rescaldo confuso das eleições israelenses de 2013.
A revisão de The Daily Mail sugeriu: "A triste verdade é que Spielberg e seu escritor Tony Kushner estão oferecendo uma falsa, versão higienizada de Lincoln." A revisão do Sagamore Online também foi crítico: "Um filme baseado em eventos históricos que carece de precisão pode ainda atrair o público no valor de entretenimento solitário. Infelizmente, Lincoln do diretor Steven Spielberg não tem nenhuma".

### Resposta de historiadores
Eric Foner (Universidade Columbia), vencedor do Prémio Pulitzer e historiador do período, afirmou em uma carta ao The New York Times que o filme "grosseiramente exagera" seus principais pontos sobre as escolhas que estão em jogo na passagem da Décima Terceira Emenda. Kate Masur (Universidade Northwestern) acusa o filme de simplificar o papel dos negros na abolição e rejeitou o esforço como "uma oportunidade desperdiçada", em um op-ed para o The New York Times. Harold Holzer, co-presidente da Abraham Lincoln Bicentennial Foundation e autor de mais de 40 livros, atuou como consultor para o filme e elogiou-o, mas também observou que "não há escassez de pequenos choques históricos no filme" em um fragmento para The Daily Beast. Barry Bradford, membro da Organization of American Historians, oferece uma análise de alguns dos pontos históricos mais delicados da representação do filme de vestuário, relacionamentos e aparência. Allen Guelzo (Gettysburg College), Também escreveu para The Daily Beast, haver algumas críticas ao enredo, mas discordou de Holzer, argumentando que, "As dores que foram tomadas em nome da autenticidade histórica neste filme valem aclamar apenas em seus próprios termos". Em uma entrevista mais tarde, com o World Socialist Web Site Guelzo afirmou que "o filme foi de 90 por cento sobre a marca, que dada a forma como Hollywood geralmente faz história está dizendo alguma coisa".  David Stewart, autor de história independente, escrevendo para History News Network, descreveu o trabalho de Spielberg como "história razoavelmente sólida", e disse aos leitores do HNN "ir vê-lo com a consciência limpa". Biógrafo de Lincoln, Ronald White também admirava o filme, embora ele observou alguns erros e apontou em uma entrevista com NPR, "cada palavra é verdade? Não." Historiador Joshua M. Zeitz, escrevendo em The Atlantic, observou alguns erros menores, mas concluiu que "Lincoln não é um filme perfeito, mas é um filme importante". Após uma triagem durante fim de semana de abertura do filme, o Minnesota Civil War Commemoration Task Force realizou um painel de discussão em que o Dr. David Woodard da Universidade Concórdia comentou: "Eu sempre olho a esses filmes para ver se uma pessoa normal que não era uma "porca de Lincoln' gostaria de ler um livro sobre isso depois que assisti o filme. Tenho a impressão de que a maioria das pessoas que não são fãs de história agora vai querer ler algo sobre Lincoln. "

## Prêmios e nomeações
| Prêmio                                   | Categoria                                   | Recebedor(s)                                | Resultado |
| ---------------------------------------- | ------------------------------------------- | ------------------------------------------- | --------- |
| Oscar 2013                               | Melhor Filme                                |                                             | Indicado  |
| Oscar 2013                               | Melhor Diretor                              | Steven Spielberg                            | Indicado  |
| Oscar 2013                               | Melhor Ator                                 | Daniel Day-Lewis                            | Venceu    |
| Oscar 2013                               | Melhor Ator Coadjuvante                     | Tommy Lee Jones                             | Indicado  |
| Oscar 2013                               | Melhor Atriz Coadjuvante                    | Sally Field                                 | Indicado  |
| Oscar 2013                               | Melhor Roteiro Adaptado                     | John Logan, Paul Webb, Tony Kushner         | Indicado  |
| Oscar 2013                               | Melhor Trilha Sonora                        | John Williams                               | Indicado  |
| Oscar 2013                               | Melhor Mixagem de Som                       | Andy Nelson, Gary Rydstrom e Ronald Judkins | Indicado  |
| Oscar 2013                               | Melhor Design de Produção                   | Rick Carter e Jim Erickson                  | Venceu    |
| Oscar 2013                               | Melhor Fotografia                           | Janusz Kamiński                             | Indicado  |
| Oscar 2013                               | Melhor Figurino                             | Joanna Johnston                             | Indicado  |
| Oscar 2013                               | Melhor Edição                               | Michael Kahn                                | Indicado  |
| New York Film Critics Circle Awards 2012 | Melhor Ator                                 | Daniel Day-Lewis                            | Venceu    |
| New York Film Critics Circle Awards 2012 | Melhor Atriz Coadjuvante                    | Sally Field                                 | Venceu    |
| New York Film Critics Circle Awards 2012 | Melhor Roteiro Adaptado                     | Tony Kushner                                | Venceu    |
| Satellite Awards                         | Melhor Roteiro Adaptado                     | John Logan, Paul Webb e Tony Kushner        | Indicado  |
| Satellite Awards                         | Melhor Ator                                 | Daniel Day-Lewis                            | Indicado  |
| Satellite Awards                         | Melhor Ator Coadjuvante                     | Tommy Lee Jones                             | Indicado  |
| Satellite Awards                         | Melhor Diretor                              | Steven Spielberg                            | Indicado  |
| Satellite Awards                         | Melhor Trilha Sonora Original               | John Williams                               | Indicado  |
| Satellite Awards                         | Melhor Filme                                |                                             | Indicado  |
| Satellite Awards                         | Melhor Direção de Arte e Design de Produção |                                             | Venceu    |
| Prêmios Globo de Ouro 2013               | Melhor Filme - Drama                        |                                             | Indicado  |
| Prêmios Globo de Ouro 2013               | Melhor Ator - Drama                         | Daniel Day-Lewis                            | Venceu    |
| Prêmios Globo de Ouro 2013               | Melhor Ator Coadjuvante                     | Tommy Lee Jones                             | Indicado  |
| Prêmios Globo de Ouro 2013               | Melhor Atriz Coadjuvante                    | Sally Field                                 | Indicado  |
| Prêmios Globo de Ouro 2013               | Melhor Diretor                              | Steven Spielberg                            | Indicado  |
| Prêmios Globo de Ouro 2013               | Melhor Roteiro                              | Tony Kushner                                | Indicado  |
| Prêmios Globo de Ouro 2013               | Melhor Trilha Sonora                        | John Williams                               | Indicado  |
| Prémio Screen Actors Guild 2013          |                                             |                                             |           |
| Melhor elenco em cinema                  |                                             | Indicado                                    |           |
| Melhor ator em cinema                    | Daniel Day-Lewis                            | Venceu                                      |           |
| Melhor ator coadjuvante/secundário       | Tommy Lee Jones                             | Venceu                                      |           |
| Melhor atriz coadjuvante/secundária      | Sally Field                                 | Indicado                                    |           |